# زاگاین
زاگاین (به لاتین: Sagaing) یک شهر و زیستگاه انسانی در میانمار است که در ناحیه زاگاین واقع شده‌است.

## نگارخانه

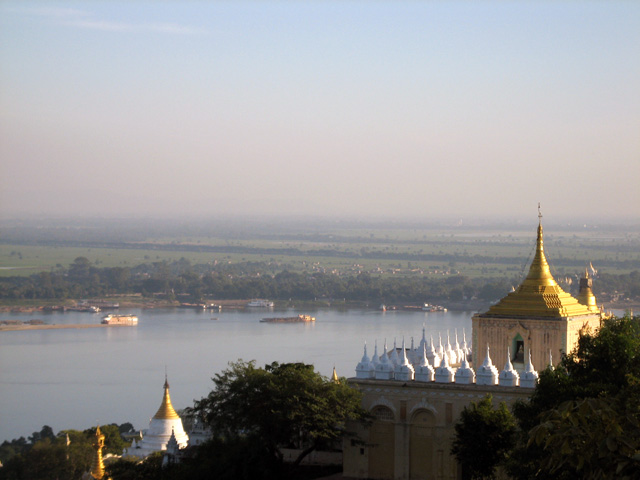
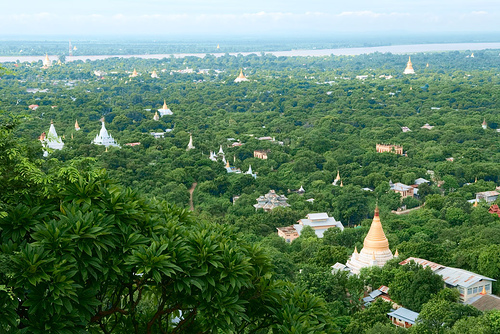
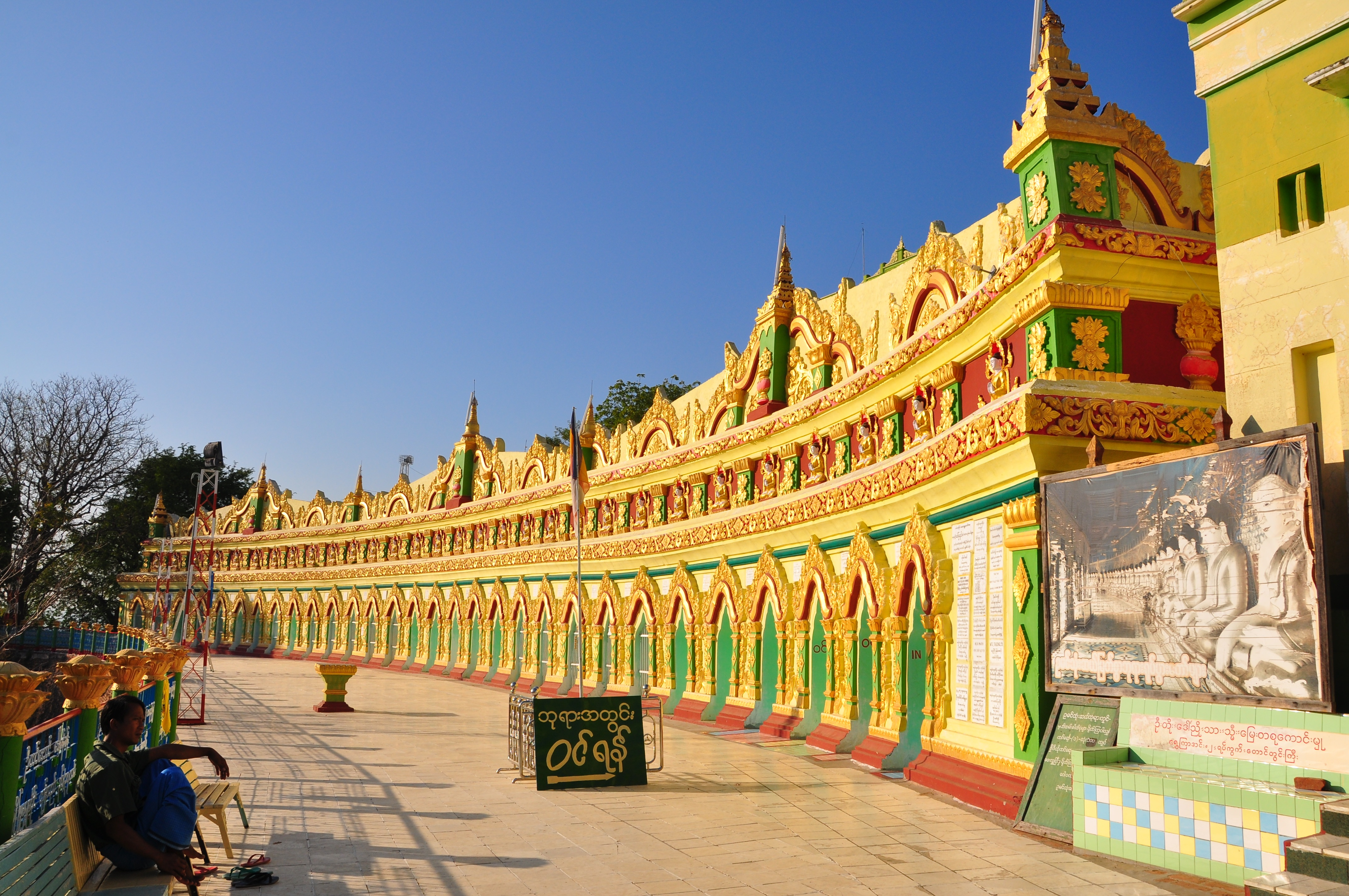
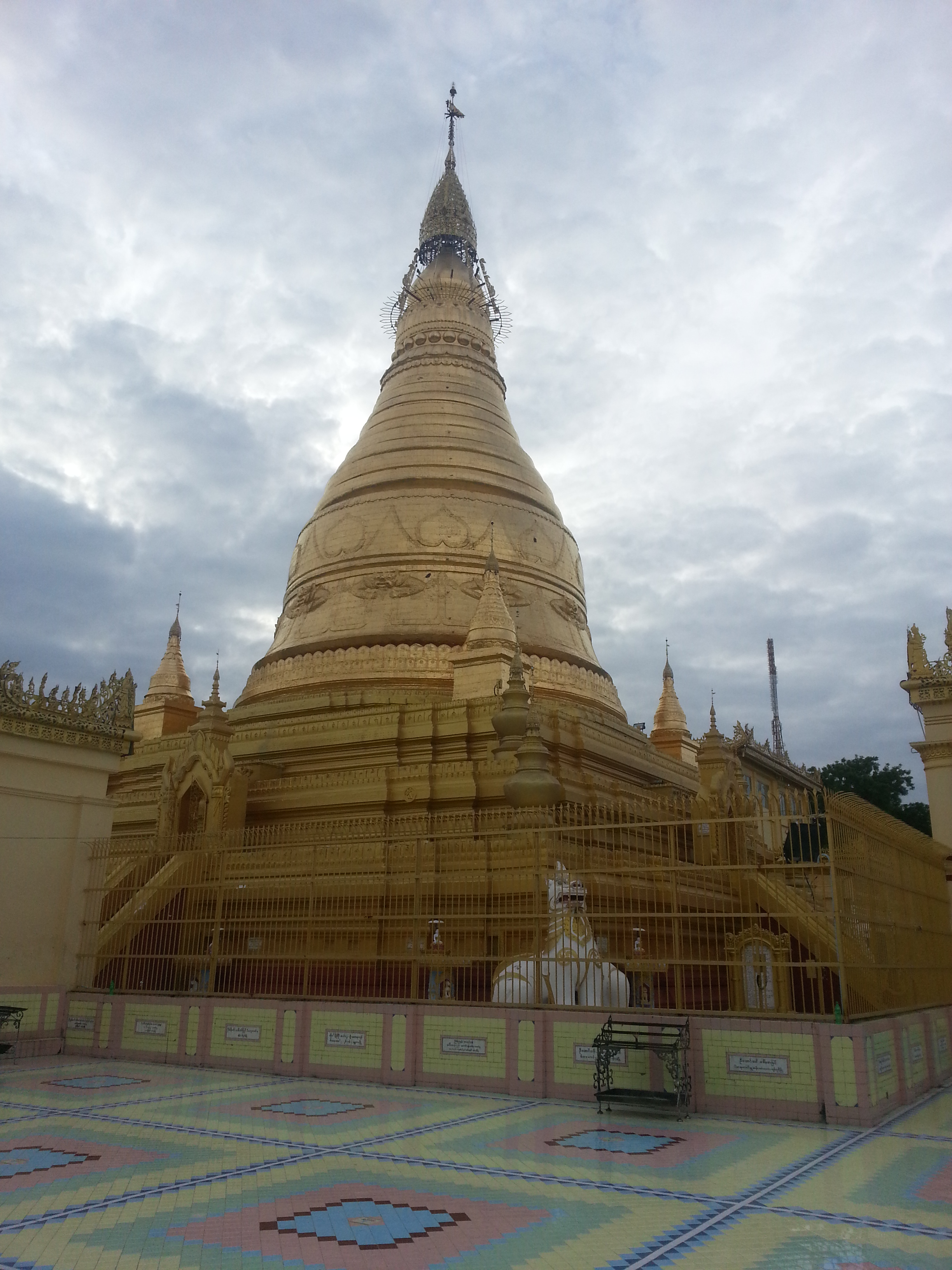
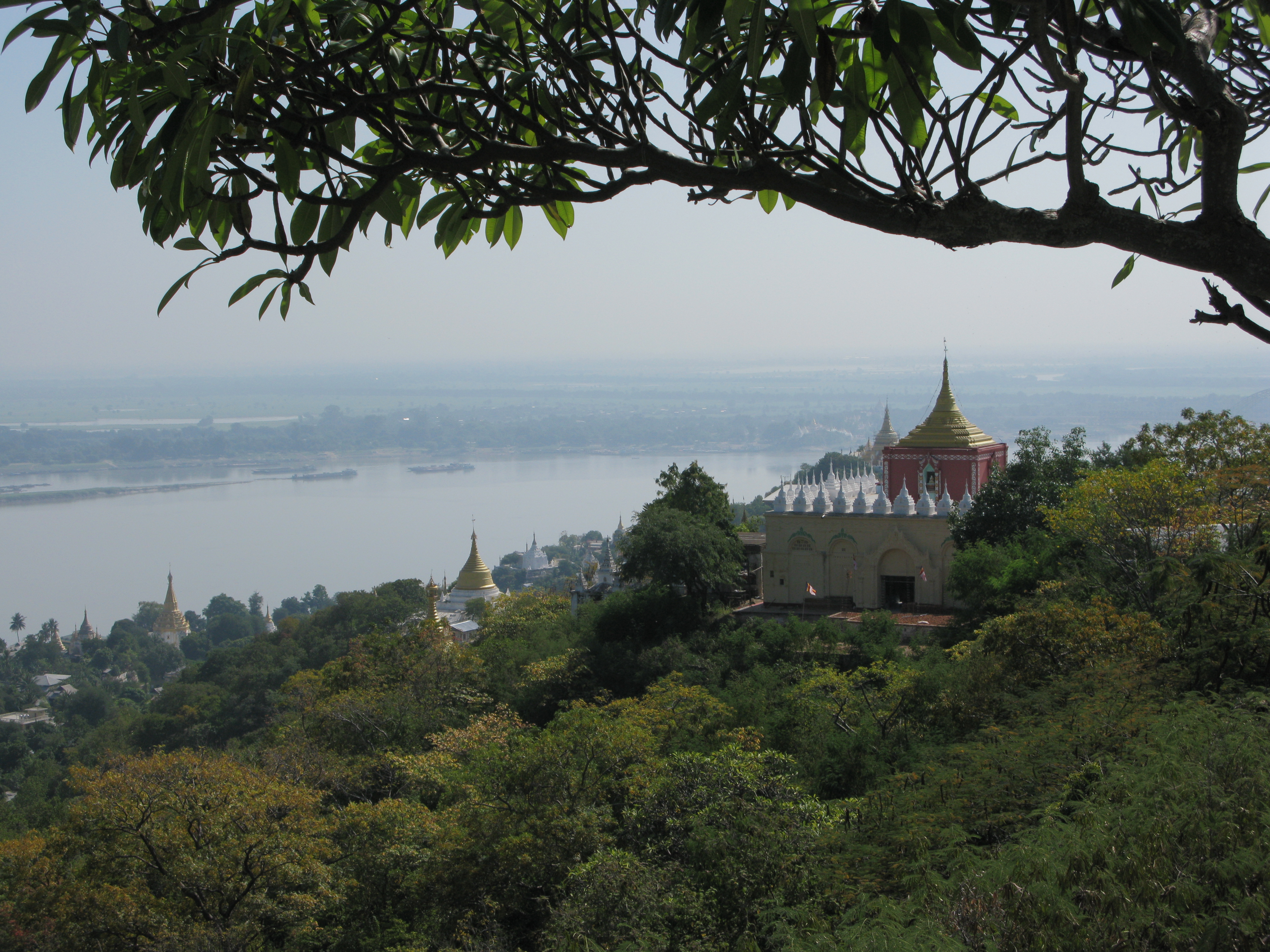
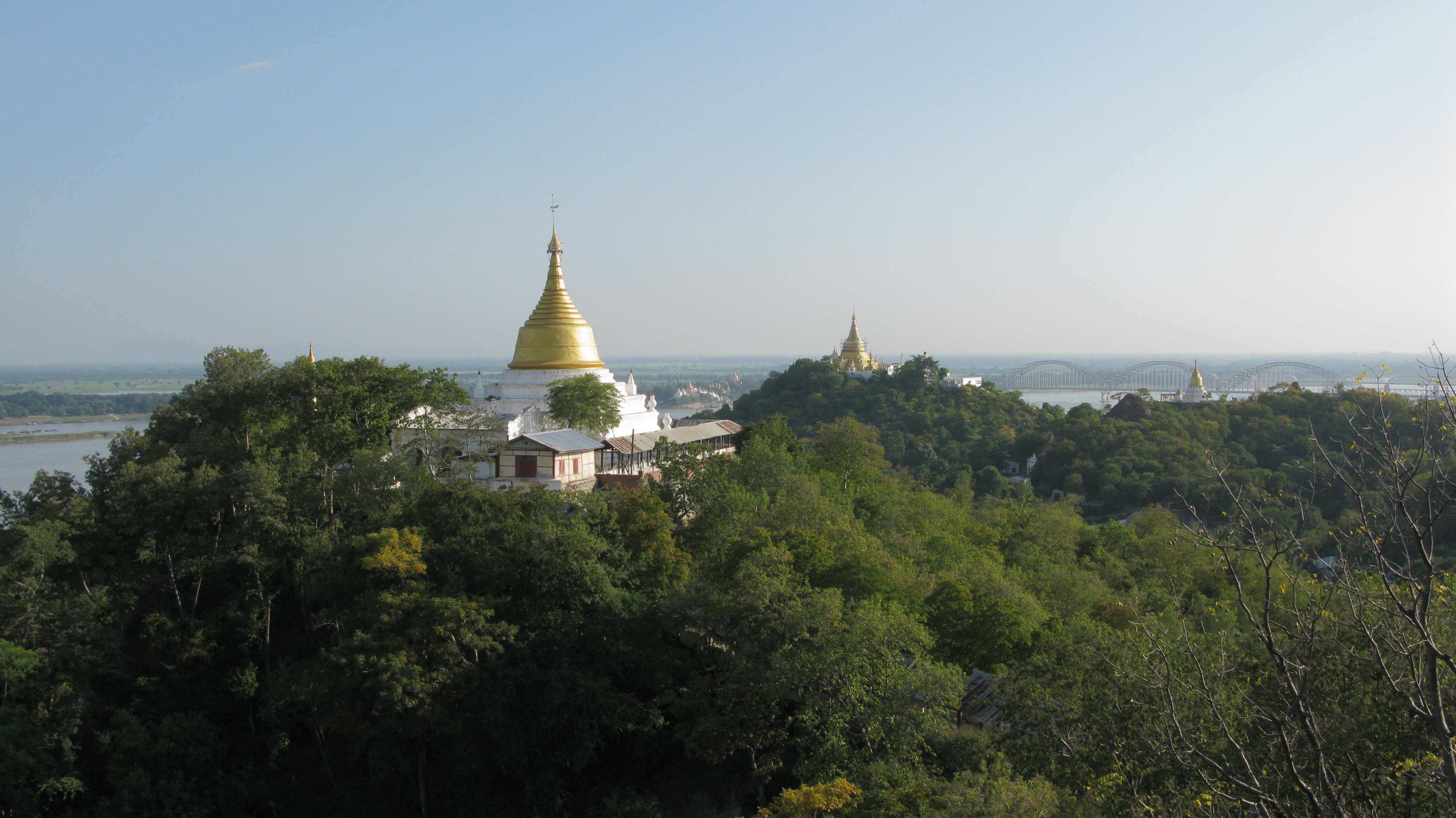
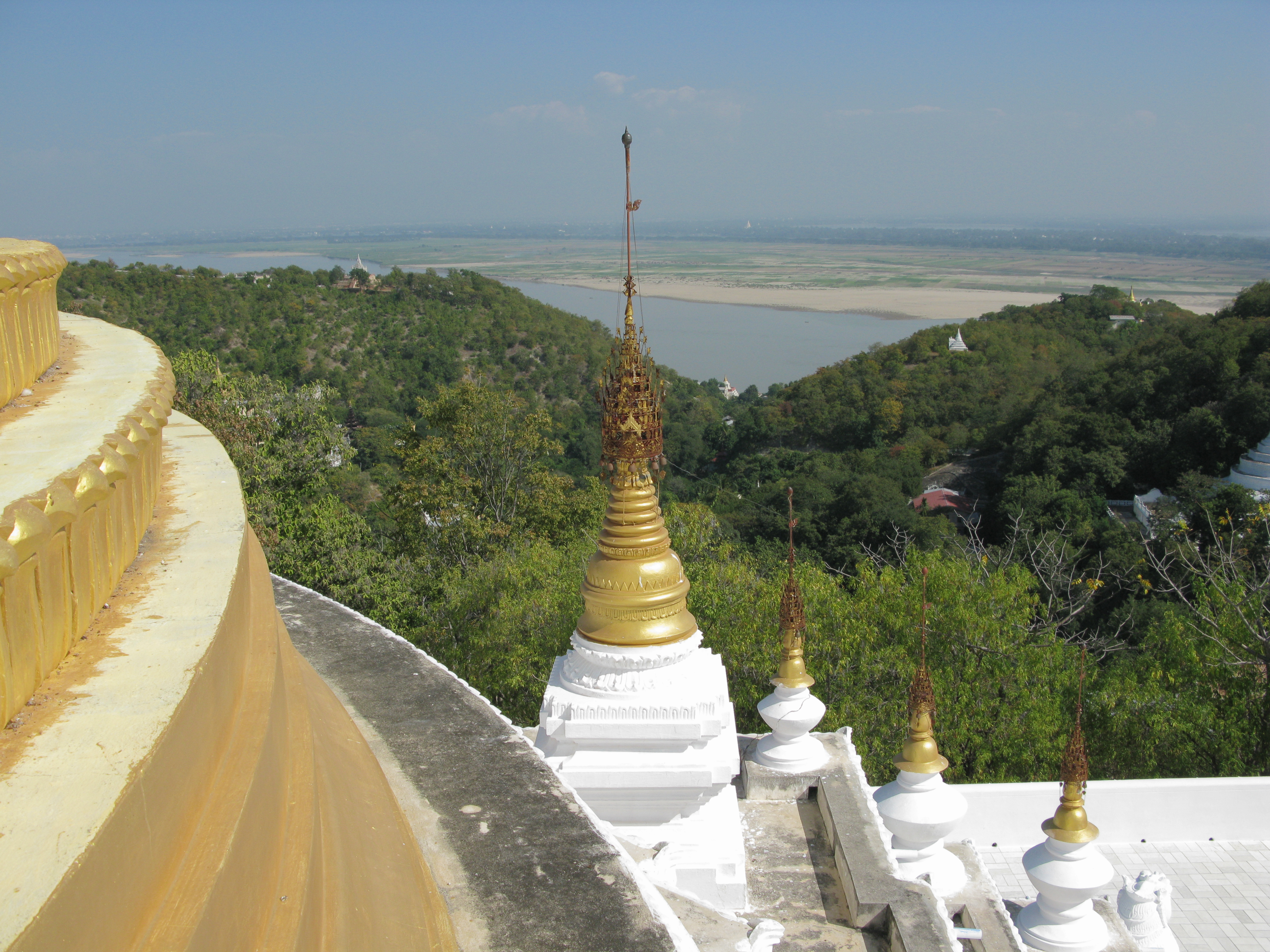
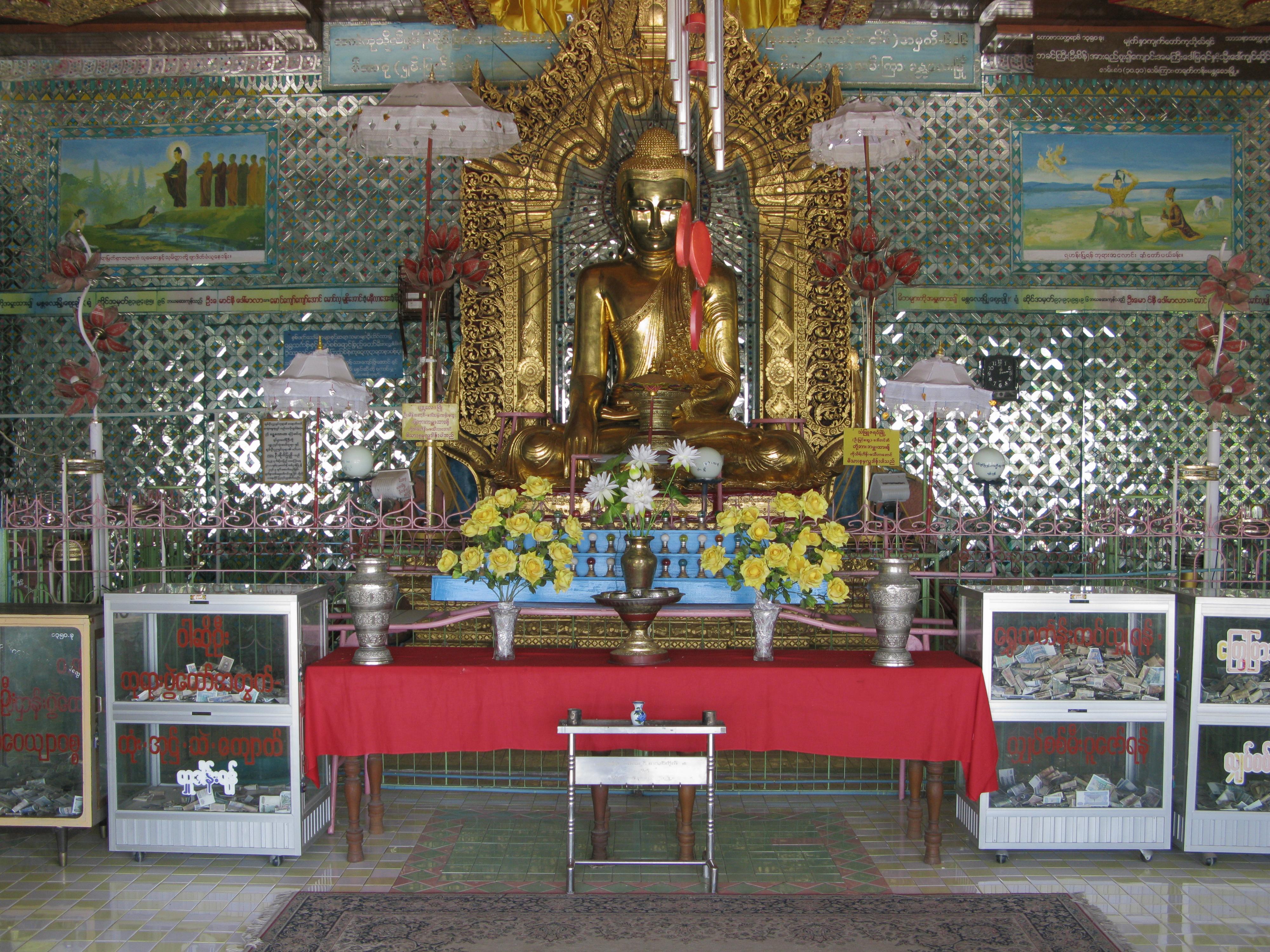
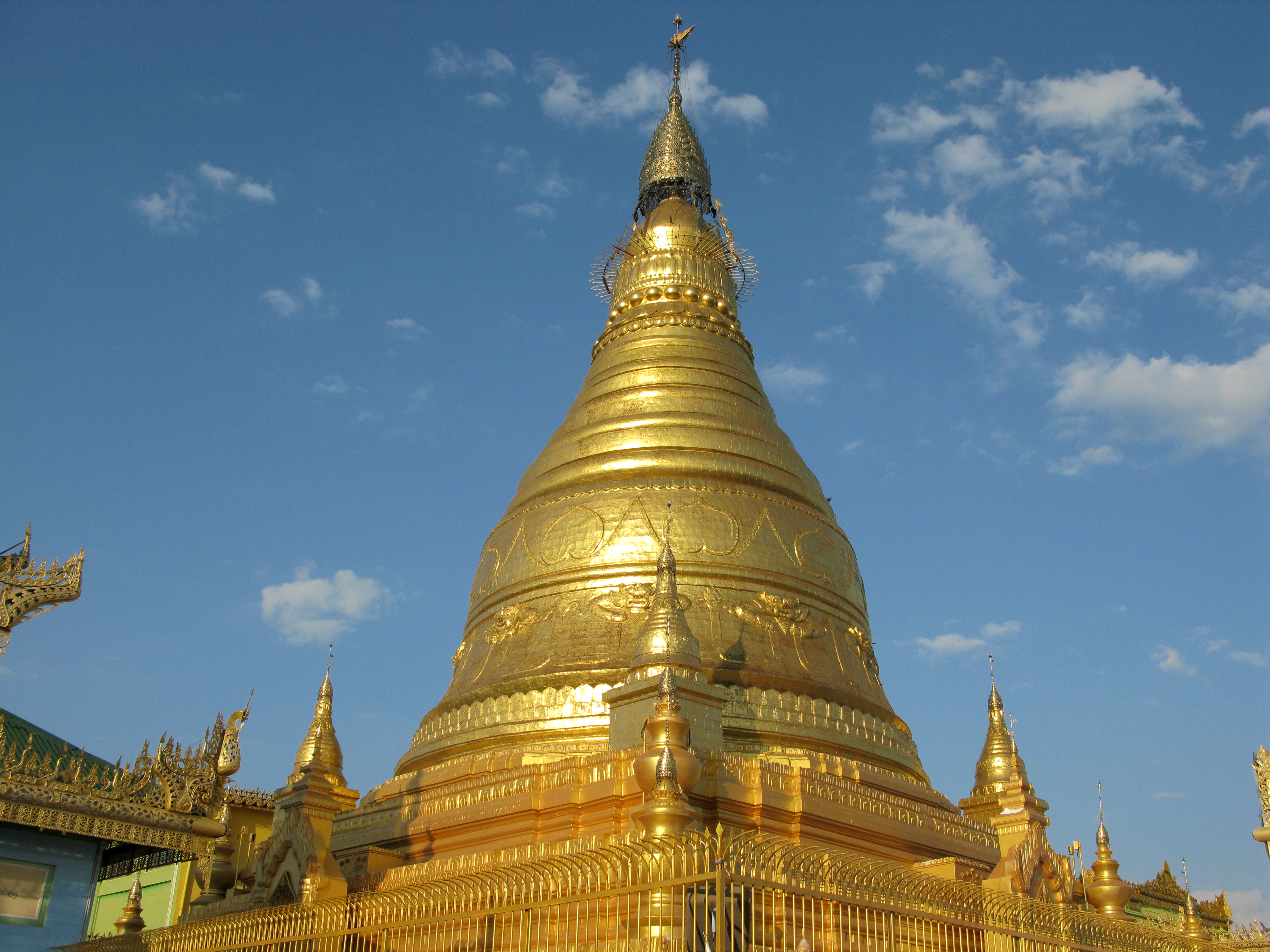

## خصوصیات
زاگاین ۶۹٬۹۱۷ نفر جمعیت دارد.